# Křížová cesta (Prachatice)
Křížová cesta v Prachaticích na vrchu Libín se nachází v jižní části města. Vede od Lázní svaté Markéty na svah Libínu ke kapli svatého Filipa Neri, zvané též Patriarcha.

## Historie
Křížovou cestu tvoří nízké, bíle omítnuté zděné kapličky s nikou, které se ke svému vrcholu zužují. Stojí po straně lesní cesty na kamenných podezdívkách. Zastavení nechal zhotovit nájemce lázní měšťan Anton Pachlhofer.

### Kaple Filipa Neri

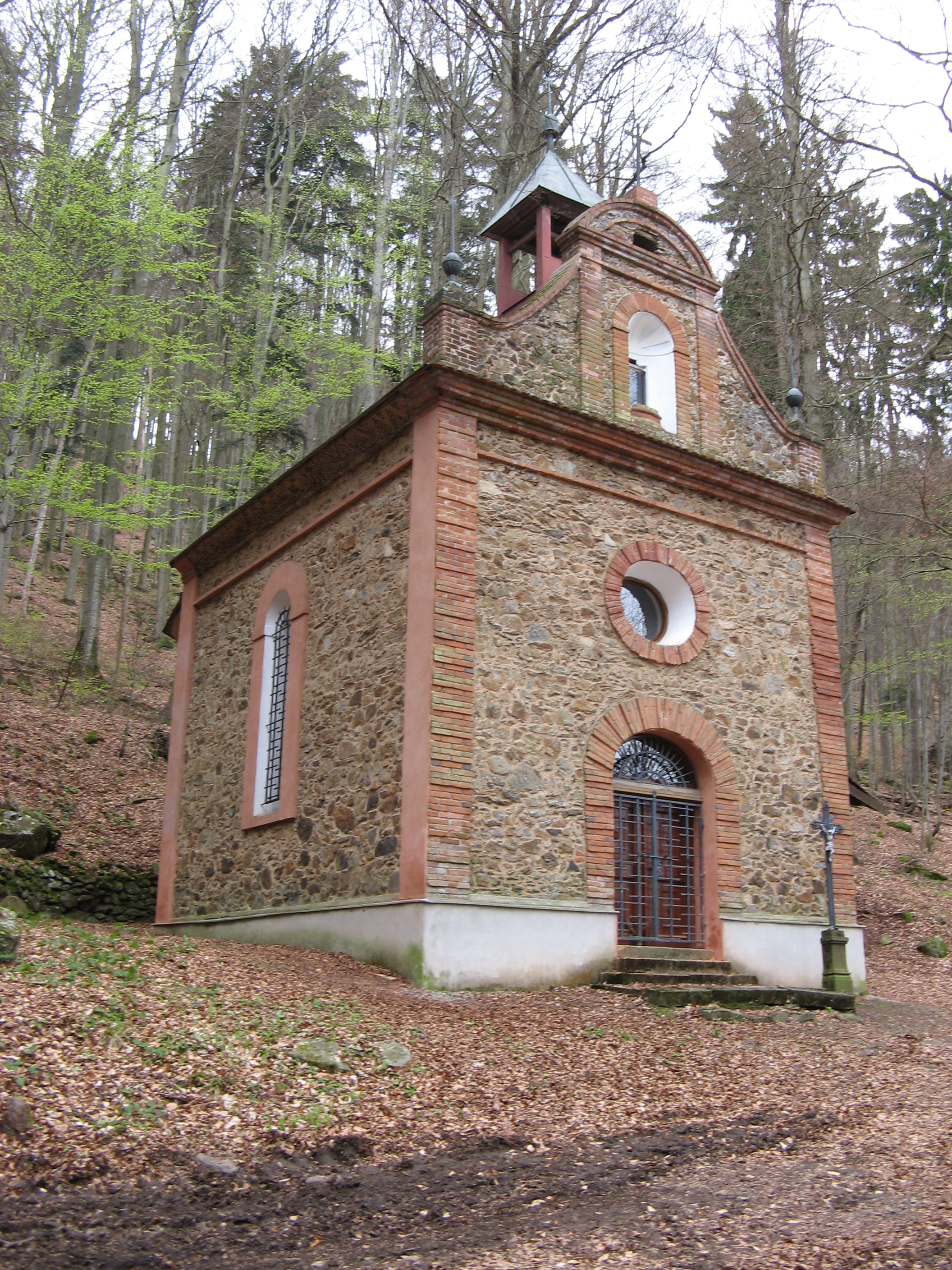
Kaple sv. Filipa Neri pod Libínem

Podle legendy obraz světce Filipa Neri byl původně umístěn na dřevěném sloupu na louce nedaleko vesnice Leptač. Později byl obraz přemístěn do lesa, odkud po čase zmizel. Po letech byl nalezen nepoškozen v úkrytu z klestí a mechu. Tam, kde byl nalezen, byla vystavěna kaple a zbudována křížová cesta.
V letech 1999 – 2004 proběhla rekonstrukce kaple i křížové cesty. Do výklenků byly instalovány nové obrazy malované na plechových deskách.